# Vinciguerria lucetia
Vinciguerria lucetia és una espècie de peix pertanyent a la família Phosichthyidae. Es troba al Pacífic occidental central (Papua Nova Guinea) i el Pacífic oriental (la regió del corrent de Califòrnia i Xile).
Pot arribar a fer 8 cm de llargària màxima (normalment, en fa 4,5). 13-16 radis tous a l'aleta dorsal i 13-17 a l'anal. 39-43 vèrtebres.
És un peix marí i batipelàgic que viu entre 100 i 500 m de fondària a les zones epipelàgica i mesopelàgica.
És ovípar amb larves i ous planctònics.
És depredat pel dofí tacat tropical (Stenella attenuata).
És inofensiu per als humans i la seua esperança de vida és de 3 anys.